# Porterpygus kieri
Porterpygus kieri är en sjöborreart som beskrevs av Baker 1983. Porterpygus kieri ingår i släktet Porterpygus och familjen Apatopygidae. Inga underarter finns listade i Catalogue of Life.